# Iris Oifigiúil

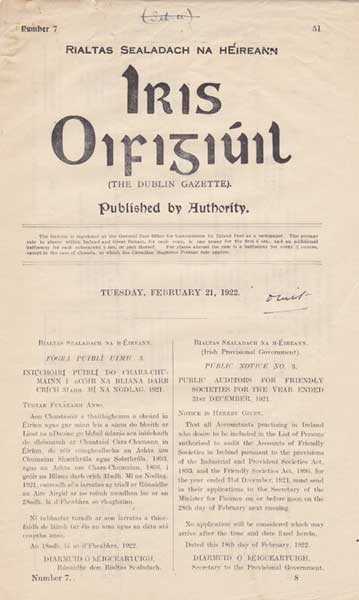
Iris Oifigiúil (Titelseite vom 21. Februar 1922)

Das Iris Oifigiúil [ˈirʲəʃ ˈefʲəɡʲuːlʲ] (irisch für „Offizielles Journal“; englisch auch Irish State Gazette) ist das Gesetzblatt der Republik Irland. Es löste zum 31. Januar 1922 die Dublin Gazette ab, die bis zum Entstehen des Irischen Freistaats die Mitteilungen betreffend ganz Irland enthielt. Seitdem werden die offiziellen Regierungsmitteilungen für Nordirland in der Belfast Gazette veröffentlicht.
Das Iris Oifigiúil erscheint zweimal wöchentlich, dienstags und freitags. Die Ausgaben stehen sowohl online als auch in gedruckter Form zur Verfügung. Letztere wird vom Office of Public Works herausgegeben.